# Ференц Стефан Харлампійович
Стефан Харлампійович Ференц (нар. 4 травня 1932, Ужгород, Чехословаччина — пом. 9 або 10 березня 2005, Дрогобич, Україна) — український радянський футболіст, що виступав на позиції центрального нападника.
Вихованець ужгородського футболу. Один з найпопулярніших дрогобицьких футболістів ХХ ст. Один з найкращих гравців в історії дрогобицького «Нафтовика», рекордсмен команди за кількістю забитих голів. Відзначався гарматним ударом. За свою кремезну статуру отримав прізвисько «таран», також називали його «дрогобицьким Пушкашем».

## Життєпис
Народився у родині галичанина родом з Турківщини та словачки. У дитячі роки відвідував матчі легендарної ужгородської «Русі», яка фрагментарно грала у першому дивізіоні чемпіонату Чехословаччини. Футбол цієї країни у 1930-ті роки був одним з найкращих у світі, тому С. Ференц разом з друзями-футболістами був переконаний, що по інший бік Карпат футбол надзвичайно низького рівня. 

### Ігрова кар'єра
У 1949 р. 17-річний юнак отримав запрошення до ужгородського «Спартака», який був одним з найсильніших колективів УРСР і виступав у другому дивізіоні чемпіонату СРСР. Далі проходив військову службу у Станіславові. По завершенні служби спочатку опинився у чернівецькому «Динамо», котре виступало у першості УРСР, а в 1953 р. у львівському ОБО, за яке не зіграв жодного матчу. Повернення до «Динамо» (Чернівці) виявилося не надто тривалим, бо в грі проти дрогобицького «Нафтовика» С. Ференц відзначився хет-триком і отримав запрошення від головного інженера нафтопереробного заводу Фрідріха Шарфа перебратися до прикарпатського міста. Таким чином, з 1957 р. бомбардир розкривав свій талант у Дрогобичі, де вже грало чимало його земляків, а керівництво команди виділило для нового нападника двокімнатну квартиру, майже рівноцінну з чернівецькою.

## Досягнення
У 1952 р. став чемпіоном Збройних сил СРСР.
Забив у складі «Нафтовика» близько 100 голів, що можливо є другим результатом для усіх дрогобицьких футболістів після Василя Карпина (148 голів).

## Кар'єра по завершенні виступів у футболі
В 1965 р. продовжив виступи на нижчому рівні, ставши граючим тренером у Стебнику. Згодом працював механіком в АТП і поєднував роботу з виступами за ветеранів Дрогобича аж до 19 вересня 1991 р. Цього дня відбувся його останній вихід на футбольне поле у матчі проти ветеранів Львова під час святкування Дня міста. Був членом правління ФК «Галичина» (Дрогобич).